# 丁计河
丁计河，位于中华人民共和国内蒙古自治区中南部的一条时令河，发源于乌兰察布市察哈尔右翼中旗广益隆镇乌尔图不浪村南山顶，蜿蜒向东北流经后卜子村、卜楞什拉水库、中什拉嘎查、麻迷图村、五号村、范家房村、铁沙盖镇西梁村、库伦苏木第一嘎查，于库伦苏木政府驻地折向东，经第二嘎查，最后于察哈尔右翼后旗当郎忽洞苏木上色拉以东汇入横格勒浑迪。河长87.5千米，集水面积1409.96平方千米，河道平均比降3.51‰。全河有清水和间歇水。
2021年察哈尔右翼中旗公布的旗级河长名录表及主要河道和湖泊管理范围将丁计河称为包尔罕廷郭勒，察哈尔右翼后旗公布的河道管理范围与察哈尔右翼中旗公布的名称相同，且将将横格勒浑迪（色气沟）作为包尔罕廷郭勒的支流划定了管理范围。